# Francisca Saperas
Francisca Saperas Miró (Barcelona, 12 de febrero de 1851 - 21 de agosto de 1933) fue una militante anarquista y anarcosindicalista española. 

## Biografía
En el año 1869, Saperas se casó con el zapatero anarquista Martí Borràs i Jover, primer director de la revista Tierra y Libertad y de La Justicia Humana, y también secretario dirigente de la Unión de Constructores del Calzado de la Asociación Internacional de Trabajadores (AIT). En 1889, participó en la organización de un mitin en la Plaza de Cataluña de Barcelona que finalmente no se llevó a cabo porque la policía detuvo a los organizadores. Borràs fue detenido a raíz del intento de asesinato de Arsenio Martínez Campos en la Gran Vía de las Cortes Catalanas llevado a cabo por Paulino Pallás en el mes de septiembre de 1893, por lo que fue encarcelado en el Castillo de Montjuic y se suicidó el 1894 después de despedirse afectuosamente de su mujer por carta.
Saperas y Borrás, así como sus cinco hijas (Salud, Antonieta, Mercedes, María y Estrella), fueron víctimas de la represión que sufrió el anarquismo en aquella época. Por la detención de Borrás, a raíz del atentado contra Martínez Campos, Saperas y su hija Salud, que estaba embarazada, fueron encarceladas junto con otras compañeras de presos (Teresa Maymí, Asunción Vallvé, Teresa Claramunt).
Saperas contribuyó a la causa acogiendo anarquistas perseguidos, convirtiendo su casa en la Calle Tallers de Barcelona en un refugio. Fue compañera del también militante anarquista Tomás Ascheri, que en 1897 fue condenado a muerte y ejecutado después de los Procesos de Montjuic, bajo la acusación de ser el responsable del atentado de la Procesión del Corpus. Tras casarse, fue de nuevo detenida con su hija Salud. La campaña internacional que desató los Procesos de Montjuic permitió que las pusieran en libertad, pero fueron desterradas a Francia, instalándose en la ciudad de Marsella donde tenían bastantes contactos labrados durante años de luchas. En 1898, volvió durante un tiempo a España.
Más tarde, se unió a Francesc Callís Calderón, uno de los torturados en los Procesos de Montjuic y que, como su marido, también se suicidó. Entre el 1912 y el 1914, Saperas vivió en Buenos Aires (Argentina) con su yerno Josep Fontanillas. En 1923, después de vivir en México desde 1919, donde residía su hija Salud Borrás Saperas, volvió a España definitivamente y vivió con la anarcosindicalista Teresa Claramunt. Su salud quedó afectada por la parálisis y en 1929 se organizó una comisión para ayudarla. Murió en Barcelona en 1933 a los ochenta y dos años.
Saperas fue la abuela de Antònia Fontanillas Borràs, otra importante figura del anarquismo catalán.